# Isoctenus
Isoctenus là một chi nhện trong họ Ctenidae.